# Scheloribates striatus
Scheloribates striatus är en kvalsterart som beskrevs av Hammer 1958. Scheloribates striatus ingår i släktet Scheloribates och familjen Scheloribatidae. Inga underarter finns listade i Catalogue of Life.